# Kirby Mass Attack
Kirby Mass Attack, conhecido no Japão como Atsumete! Kirby (あつめて！カービィ Atsumete! Kābī, lit. Reúna-se! Kirby) é um jogo de plataforma e quebra-cabeça da série Kirby desenvolvido pela HAL Laboratory e publicado pela Nintendo para o Nintendo DS, lançado mundialmente em 2011.

## Jogabilidade
Como Kirby: Canvas Curse, o jogador não diretamente joga o jogo com um botão direcional, botões de face, ou botões de ombro. Em vez disso, o jogador usa a caneta stylus e a tela de toque do Nintendo DS para jogar. O jogo é jogado usando a caneta para o comando de até dez Kirbys na tela. Tocando na tela cria uma estrela que os Kirbys pode seguir ou se prender. Tocando inimigos ou obstáculos na tela, os jogadores podem enviar vários Kirbys para atacá-los, como o jogador também é capaz de sacudir individuais Kirbys como projéteis. Através da recolha de peças de fruta por todo o nível, o jogador pode ganhar até dez Kirbys controláveis, que permitem os jogadores para enfrentar os inimigos e os obstáculos mais facilmente do que com um Kirby. Cada nível requer muitas vezes um número mínimo de Kirbys para entrar, e alguns quebra-cabeças exigem que todos os dez Kirbys para resolver. Se um Kirby é atingido por um inimigo ou obstáculo, ele vai ficar azul até o final do nível, ou até que o jogador encontra um portão especial que restaura a sua saúde. Se um Kirby azul é atingido, ele vai ficar cinza e flutuar, a menos que o jogador pode arrastá-lo para baixo e torná-lo azul de novo, com o jogo terminando se o jogador ficar sem Kirbys ou falhar em um determinado objetivo de nível. Escondidos em cada jogo estão várias medalhas, encontrada por explorar, resolver quebra-cabeças ou encontrar chaves e baús de tesouro, que por sua vez libera mais minijogos e personagens de bônus. Alguns níveis apresentam também grande pirulitos que, temporariamente, tornam todos os Kirbys maiores, permitindo-lhes romper barreiras e alcançar novas áreas.

## Enredo
Um dia, em Popstar, Kirby foi para as Popopo Islands, um arquipélago no sul de Popstar, para explorar. Depois que Kirby adormeceu em um campo, Necrodeus, o líder mau da Skull Gang, apareceu do céu. Usando sua magia pessoal, Necrodeus atingiu Kirby e dividiu-o em 10 Kirbys minúsculos individuais  - cada um com apenas uma fração do que o poder original de Kirby. Após prontamente derrotar todos mas um dos 10 Kirbies, Necrodeus deixa de continuar com seus planos. Como o último Kirby olha para cima em desespero, ele percebe uma estrela. A estrela, o próprio Coração Heróico de Kirby, diz-lhe para segui-lo para que eles possam derrotar Necrodeus juntos. Kirby segue a estrela e começa sua aventura para derrotar Necrodeus e juntar-se novamente.

## Mídia
Cinco volume do mangá da série, intitulado Atsumete! Kirby (あつめて！カービィ, Atsumete! Kābī, lit. "Reúna-se! Kirby") (あつめて！カービィ, Atsumete! Kābī?, lit. "Gather! Kirby") foi escrito por Chisato Seki e ilustrado por Yumi Tsukirino. Foi publicado no Japão, a partir de 2016, pela Asahi Production, serializado na rede social on-line baseada no serviço do Facebook. Atsumete! Kirby terminou em 2016. Três volumes do mangá saíram no Japão chamados "カービィマスター (Kirby MASTER)", que tinha todas as páginas para cada mangá em cores e têm histórias inéditas.

## Recepção
Kirby Mass Attack recebeu revisões "favoráveis" de acordo com o site agregador de revisão Metacritic. Destructoid disse, "Inteligentemente concebido, predominantemente fofo, e dedicado ao diversão, Kirby Mass Attack é um jogo que deve se tornar parte de sua biblioteca manual, sem dúvida." 1UP.com disse que era um "jogo brilhante". No Japão, Famitsu deu uma pontuação de todos os quatro noves de um total de 36 a 40.